# Rue du Grand-Rabbin-Haguenauer
La rue du Grand-Rabbin-Haguenauer est une voie de la commune de Nancy, dans le département de Meurthe-et-Moselle, en région Lorraine.

## Situation et accès
La rue du Grand-Rabbin-Haguenauer, d'une longueur de 253 mètres et d'une orientation générale nord-sud, est comprise dans le périmètre de la Ville-neuve, à proximité de la gare et des places Maginot et de la République. La voie appartient administrativement au quartier Charles III - Centre Ville.
Elle prolonge à son extrémité septentrionale la rue Léopold-Lallement depuis la rue Saint-Jean et la place André-Maginot, relie la rue Saint-Thiébaut et se prolonge, au sud, par le Boulevard de l'Insurrection du Ghetto de Varsovie.
La chaussée routière est à double sens sur toute la longueur de la voie, un feu tricolore marquant l’intersection partagée avec la place Alexandre-Ier. La chaussée routière adopte sur la quasi-totalité deux voies de circulation parallèle. La chaussée routière comprend néanmoins, une cinquante de mètres avant son extrémité méridionale, une troisième voie. La voie est bordée des deux côtés de la chaussée routière par une rangée de places de stationnement. Plusieurs entrées et sorties de parking jalonnent la voie, notamment celui du centre commercial Saint Sébastien, dont la capacité excèdent les mille cent places de stationnement.
La partie nord de la rue du Grand-Rabbin-Haguenauer, à proximité de la rue Saint-Jean, est desservie par la ligne 1 du tramway du réseau STAN, via la station Maginot, sur la place éponyme. Plusieurs lignes de bus desservent également la place de la République, sise à 200 mètres, en direction notamment des quartiers périphériques et des localités de l'agglomération nancéienne.

## Origine du nom
La voie rend hommage à Paul Haguenauer, Grand-Rabbin de Nancy, assassiné à Auschwitz. La synagogue de Nancy, où officiait le Grand-Rabbin, est placée à quelques mètres de la rue.

## Historique
Voie dessinée à la Renaissance concomitamment à la création de la Ville-neuve de la cité ducale par Charles III, de la rue Gambetta à la rue de Mon-Désert, fut appelée « rue Saint-François ».
Après avoir pris les noms de « rue de la Tabagie », « rue du Tabac » en 1680, « rue Saint-François » en 1728, « rue des Pénitents » en 1791, « rue Saint-François », « rue de l'Équitation » en 1793, « rue des Juifs » en 1806 en raison de la présence d'une forte communauté juive nancéienne, « rue de la Synagogue », « rue de l'Équitation » en 1839, à cause du manège de cavalerie alors détruit et qui avait été construit en 1769 sur l'emplacement du cimetière Saint-Roch.
La voie prend son nom actuel en 1948.
Radicalement transformée au cours des années 1970 par la restructuration urbaine du quartier Saint-Sébastien, alors paupérisé et largement insalubre, la rue du Grand-Rabbin-Haguenauer affiche depuis un aspect moderne et insolite, et ce comparativement à la grande majorité des voies Renaissance du centre-ville de Nancy. La rue est bordée sur son parcours d'immeubles de grande hauteur, comme la tour Joffre Saint-Thiébaut construite en 1959 et les quatre tours Saint-Sébastien, donnant à l'artère une ambiance visuelle caractéristique des centres d'affaires des villes nord-américaines.
Plusieurs édifices se trouvaient jadis dans cette rue : la chapelle des pénitents noirs en 1731, le cimetière Saint-Roch entre 1673 et 1769 remplacé par un manège d'équitation pour la caserne de cavalerie Saint-Jean qui était voisine, la première synagogue de Nancy avec son entrée sur cette rue en 1747. Elle fut reconstruite au XIXe siècle, puis agrandie en 1934, avec une entrée sur le boulevard Joffre.

## Bâtiments remarquables et lieux de mémoire
- Centre commercial Saint Sébastien, dont la galerie commerciale et une des entrées du parking donnent sur la rue.
- nos  1 à 15 : Tours A, B, C et D Saint-Sébastien, ensemble d'immeubles de grande hauteur sis au-dessus du centre, comprenant chacune 17 étages et culminant à 60 mètres d’altitude. Les tours furent inaugurées en 1974.
- Palais des congrès de Nancy, remplacé en 2014 par le nouveau Centre Prouvé. Sur son emplacement, une nouvelle galerie commerciale Saint-Sébastien prévue pour 2019[5] est annoncée ouverte en 2022[6].
- Le Trident, au sud de la voie, à l'angle de la rue Cyfflé, achevé en 1978, comptant 18 étages et 53 mètres de hauteur.